# Павлович, Теодор
Теодор Павлович (серб. Теодор Павловић; 24 февраля 1804, с. Карлово, Австрийская империя (ныне общины Нови-Бечей, Средне-Банатского округа Сербии) — 12 августа 1854, там же) — сербский писатель, переводчик, публицист, главный редактор старейшего литературного ежемесячного издания в Европе — «Летопис Матице српске» (Annals of Matica Srpska). Первый секретарь Матицы сербской (1832—1841). Депутат сербского парламента, оказавший сильное влияние на культурное, литературное и политическое развитие Сербии до 1848 года.

## Биография
Окончил гимназию в Сегеде. Кроме сербского, свободно владел латинским, церковно-славянским, немецким, венгерским и румынским языками. Позже отправился в По́жонь (ныне Братислава), где до 1827 года изучал право и гуманитарные науки. Занимался адвокатской практикой.
Активист сербского культурного развития, которому, по словам современников, посвящал больше усилий, чем юридической практике. Много сил посвятил литературному обществу Матица сербская, возникшего первоначально для издания и распространения книг на сербском литературном языке.
В 1832 году Павлович был назначен главным редактором ежемесячника «Летопис Матице српске», основанного в 1825 году (официальный орган Матицы сербской), должность, которую он занимал до 1841 года.
В 1835 году основал в Буде (ныне Будапешт) сербский политический журнал «Сербски народни лист», как орган защиты прав человека, который под названием «Сербске народне новине» выходил с небольшими перерывами до 1849 года, затем инициировал выпуск альманах «Dragolub» (1845—1847).
Первый секретарь Матицы сербской (1837—1841). С 1844 года — член-корреспондент Сербского литературного общества.
Благодаря усилиям Т. Павловича и его друзей, которые присоединились к сербскому литературно-научному и культурно-просветительскому обществу Матица сербская, была осуществлена большая работа по развитию и совершенствованию сербско-хорватского языка, и, в целом, культуры Сербии.

## Творчество
В оригинальных работах Т. Павлович создал портреты своих современников; в публицистических статьях привёл фактический материал о многих политических скандалах в Вене и Будапеште, ставших ценными для социальной, политической и литературной истории того времени в Австрийской империи.
Перевёл с немецкого на сербский язык работу Адольфа Книгге «Uber den Umganag mit Menschen», собрание правил «обхождения с людьми всех сословий и положений», которую называли «сводом законов практической жизненной мудрости» (Буда, 1831) и две книги Кристофа Мартина Виланда под названием «Sympathien» и «Dialogen des Diogenes von Sinope» (Буда, 1829).

## Память
- В Сербии учреждена литературная премия "Теодор Павловић.